# Richard Luke Concanen
Richard Luke Concanen OP (ur. 27 grudnia 1747 w Kilbegnet w Irlandii, zm. 19 czerwca 1810 w Neapolu) – irlandzki duchowny katolicki, dominikanin, pierwszy biskup Nowego Jorku.
Teologiczne studia rozpoczął w wieku 17 lat. W tym celu udał się do Włoch. 22 grudnia 1770 otrzymał tam święcenia kapłańskie w zakonie dominikanów. Służył w konwencie dominikańskim w Rzymie, był też bibliotekarzem bazyliki Santa Maria sopra Minerva i sekretarzem prowincji dominikańskiej w Wielkiej Brytanii.
W 1798 papież Pius VI wyznaczył go na biskupa irlandzkiej diecezji Kilfenora, ale nominacji nie przyjął ze względu na swoje słabe zdrowie. Za drugim razem, 8 kwietnia 1808, zgodził się zostać ordynariuszem nowo utworzonej diecezji Nowy Jork w USA. Sakry udzielił mu dwa tygodnie później kardynał Michele di Pietro. Concanen nigdy nie postawił swej stopy na amerykańskiej ziemi, a stało się tak ze względu na trudności komunikacyjne spowodowane Wojnami napoleońskimi. Diecezją zarządzał przez korespondencję z miejscowymi misjonarzami. Zmarł w Neapolu i pochowany został w jednym z tamtejszych kościołów.